# Dave Scatchard
Dave Scatchard (* 20. Februar 1976 in Hinton, Alberta) ist ein ehemaliger kanadischer Eishockeyspieler, der im Verlauf seiner aktiven Karriere zwischen 1993 und 2011 unter anderem 676 Spiele für die Vancouver Canucks, New York Islanders, Boston Bruins, Phoenix Coyotes, Nashville Predators und St. Louis Blues  in der National Hockey League auf der Position des Centers bestritten hat.

## Karriere

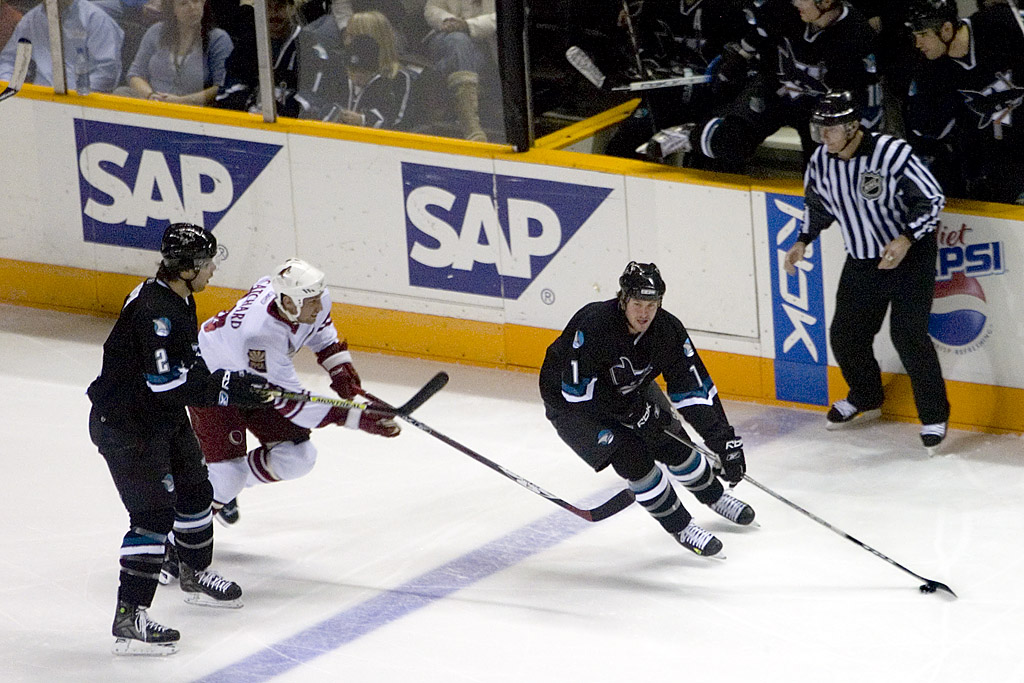
Dave Scatchard (weißes Trikot) im Duell mit Steve Bernier und Mark Bell von den San Jose Sharks

Der 1,88 m große Center begann seine Profikarriere bei den Portland Winter Hawks in der kanadischen Juniorenliga Western Hockey League, bevor er beim NHL Entry Draft 1994 als 42. in der zweiten Runde von den Vancouver Canucks aus der National Hockey League ausgewählt (gedraftet) wurde. 
Diese setzten den Rechtsschützen zunächst bei den Syracuse Crunch, ihrem Farmteam in der American Hockey League, ein. Seine ersten NHL-Einsätze absolvierte Scatchard in der Saison 1997/98, in der er sich in den Stammkader der Canucks spielen konnte. Während der Spielzeit 1999/00 wurde der Angreifer schließlich von Vancouver zu den New York Islanders transferiert, für die er bis zum Lockout in der Saison 2004/05 auf dem Eis stand. Nach einem kurzen Engagement bei den Boston Bruins wechselte der Kanadier 2005 zu den Phoenix Coyotes, bei denen er sich jedoch aufgrund von Verletzungen niemals richtig durchsetzen konnte. Seit Ende eines Kurzengagements bei den Milwaukee Admirals aus der AHL im Dezember 2007 war Scatchard als Free Agent gelistet.
Im Oktober 2009 nahmen ihn schließlich nach fast zwei Jahren Pause die Nashville Predators aus der NHL unter Vertrag. Sie statteten ihn mit einem zweijährigen Vertrag mit Gültigkeit für die NHL und AHL aus, woraufhin sie ihn zu ihrem Farmteam, den Milwaukee Admirals, in die AHL abgaben. Am 4. August 2010 unterschrieb er als Free Agent einen Vertrag bei den St. Louis Blues, wurde aber in der Saison 2010/11 fast ausschließlich in der AHL bei den Peoria Rivermen eingesetzt. Im August 2011 beendete er seine Karriere aus gesundheitlichen Gründen, nachdem er im Laufe dieser wiederholt Gehirnerschütterungen erlitten hatte. Auf Anraten seiner Ärzte zog sich Scatchard vom professionellen Sport zurück.

## Karrierestatistik
(Legende zur Spielerstatistik: Sp oder GP = absolvierte Spiele; T oder G = erzielte Tore; V oder A = erzielte Assists; Pkt oder Pts = erzielte Scorerpunkte; SM oder PIM = erhaltene Strafminuten; +/− = Plus/Minus-Bilanz; PP = erzielte Überzahltore; SH = erzielte Unterzahltore; GW = erzielte Siegtore; 1 Play-downs/Relegation; Kursiv: Statistik nicht vollständig)